# Vilho Väisälä
Pour les articles homonymes, voir Vaisala (homonymie).
Vilho Väisälä (prononcé en finnois : [ˌʋæi̯sælæ ˈʋilho̞]) (né Weisell le 28 septembre 1889 à Utra, Kontiolahti – mort le 12 août 1969 à Helsinki) est un météorologue et physicien finlandais, fondateur de la société Vaisala, un fabricant d'instruments en météorologie.
Il est particulièrement connu pour son apport au développement de la radiosonde, un dispositif attaché à un ballon-sonde et conçu pour mesurer les paramètres atmosphériques (température, humidité, vent) en altitude.

## Biographie
Vilho Väisälä est né le 28 septembre 1889 dans le quartier d'Utra à Kontiolahti au nord de la Carélie, dans une famille faisant partie de l'intelligentsia. Ses parents eurent huit enfants dont Vilho était l'un des trois plus jeunes. Son père handicapé travaillait comme commis à la scierie locale tout en étant très intéressé par les techniques et lui inculqua le goût des sciences. À la mort de ce dernier, la famille se retrouva dans une situation précaire mais mit ses ressources en commun afin de faire compléter leurs études aux plus jeunes. Vilho Väisälä put ainsi fréquenter le lycée classique de Joensuu à partir de 1908, l'un des rares endroits en Finlande sous domination russe, et antérieurement suédoise, à posséder une école de langue finnoise menant à l'université. À cette époque, le lycée de Joensuu était un institut d’apprentissage d’élite et beaucoup de ses professeurs avaient un doctorat alors que seulement une quinzaine d’élèves étaient inscrits chaque année.
À l'automne 1908, Väisälä entra à l'université d'Helsinki. Il choisit les mathématiques comme concentration principale, avec la physique et l'astronomie comme mineures. Vilho et ses frères Yrjö et Kalle eurent du mal à financer leurs études mais comme très bons étudiants, ils reçurent des bourses de l’université et travaillèrent tout en étudiant. Väisälä obtint sa maîtrise en mathématiques en 1912, il poursuivit par un diplôme intermédiaire à la même université en 1918, puis obtint son doctorat en 1919. En 1917, il publia déjà sa thèse en mathématiques « Ensimmäisen lajin elliptisen integrin in käänteisfunktion yksikäsitteisyys » (La valeur unique de la fonction inverse de l'intégrale elliptique du premier type). Sa thèse était la première et reste la seule thèse de doctorat en mathématiques rédigée en finnois.
Après sa maîtrise, Väisälä travailla pour l’institut météorologique finlandais durant 36 ans. Il fut d'abord assistant et technicien en magnétisme terrestre de 1912 à 1919. En 1916, il fut nommé responsable de la station de cerfs-volants d'Ilmala où à l'époque les mesures des conditions atmosphériques en altitude étaient effectuées en fixant un thermographe à un cerf-volant. En 1919, il devint directeur du service d'aérologie. Väisälä a apporté de nombreuses améliorations à l'utilisation des cerfs-volants pour étudier l'atmosphère et construisit de nombreux autres dispositifs, par exemple un stéthoscope et un anémographe.
Durant les années 1920 et 1930, les ballon-sondes remplacèrent graduellement les cerfs-volants et plusieurs chercheurs travaillèrent sur la mise en service d'un appareil qui pourrait envoyer les données directement du ballon vers le sol sans l'aide d'un thermographe, soit le principe d'une radiosonde. Au début de l'année 1931, Väisälä travailla sur la mise au point d'une radiosonde finlandaise. Le 30 décembre 1931, la radiosonde Väisälä effectua son premier vol. Elle fut ensuite présentée à la communauté météorologique internationale en 1935 et mise en service l'année suivante.
L'instrument est rapidement adopté dans tous les pays scandinaves. La fabrication en est dès lors transférée dans une usine établie par Väisälä. Une première radiosonde sera livrée au Massachusetts Institute of Technology (MIT) américain le 30 juillet 1936. Väisälä demeurera directeur de la compagnie jusqu'à sa mort.
En 1948, Väisälä fut nommé professeur de météorologie à l'Université d'Helsinki. Il a publié une centaine de travaux scientifiques et breveté pas moins de dix inventions.

## Vie personnelle
Les deux frères de Vilho Väisälä, Kalle Väisälä et Yrjö Väisälä ont aussi mené une brillante carrière scientifique, de même que son neveu Jussi Väisälä.
Vilho Väisälä connaissait l'espéranto et jouait un rôle actif dans le mouvement espéranto. Au cours du Congrès mondial d'espéranto de 1969, qui s'est tenu à Helsinki peu de temps avant sa mort, il a présidé l'Internacia Kongresa Universitato ("Université internationale du congrès") et a coordonné les conférences spécialisées en espéranto données par divers académiciens aux congressistes.